# Julius Adaramola
Julius Adaramola Olumide (4 aprile 1990) è un ex calciatore nigeriano, di ruolo centrocampista.

## Carriera

### Club

#### Olimpia Bălți
Adaramola ha giocato con la maglia dell'Olimpia Bălți, per cui ha debuttato nella Divizia Națională in data 5 luglio 2009, quando è stato titolare nella vittoria per 1-0 sul Milsami-Ursidos. Il 26 settembre è arrivata la prima rete nella massima divisione moldava, sancendo la vittoria per 0-1 sul campo del Milsami-Ursidos. Il 1º luglio 2010 ha giocato la prima partita in Europa League, schierato titolare nel primo turno di qualificazione contro lo Xəzər-Lənkəran, sfida terminata 0-0.

#### Fredrikstad
L'11 marzo 2013 è passato in prestito ai norvegesi del Fredrikstad. Ha esordito in squadra l'8 aprile, schierato titolare nella vittoria per 3-2 sull'Hødd. Il 28 maggio successivo ha segnato la prima rete, nella vittoria per 3-0 sull'HamKam. Il 25 luglio 2013, il club norvegese ne ha acquistato le prestazioni a titolo definitivo e Adaramola ha firmato un contratto di due anni e mezzo. Adaramola è rimasto in forza al club per tre stagioni, totalizzando 82 presenze e 6 reti tra tutte le competizioni.

#### Råde
Il 13 maggio 2016 ha firmato ufficialmente per il Råde, in 4. divisjon.

## Statistiche

### Presenze e reti nei club
Statistiche aggiornate al 21 marzo 2018.
| Stagione             | Club                 | Campionato           | Campionato | Campionato | Coppe nazionali | Coppe nazionali | Coppe nazionali | Coppe continentali | Coppe continentali | Coppe continentali | Supercoppe | Supercoppe | Supercoppe | Totale | Totale |
| Stagione             | Club                 | Comp                 | Pres       | Reti       | Comp            | Pres            | Reti            | Comp               | Pres               | Reti               | Comp       | Pres       | Reti       | Pres   | Reti   |
| -------------------- | -------------------- | -------------------- | ---------- | ---------- | --------------- | --------------- | --------------- | ------------------ | ------------------ | ------------------ | ---------- | ---------- | ---------- | ------ | ------ |
| 2009-2010            | Olimpia Bălți        | DN                   | 31         | 4          | CM              | ?               | ?               | -                  | -                  | -                  | -          | -          | -          | 31+    | 4+     |
| 2010-2011            | Olimpia Bălți        | DN                   | 38         | 8          | CM              | ?               | ?               | UEL                | 4                  | 1                  | -          | -          | -          | 42+    | 9+     |
| 2011-2012            | Olimpia Bălți        | DN                   | 31         | 0          | CM              | ?               | ?               | -                  | -                  | -                  | -          | -          | -          | 31+    | 0+     |
| 2012-mar. 2013       | Olimpia Bălți        | DN                   | 18         | 1          | CM              | ?               | ?               | -                  | -                  | -                  | -          | -          | -          | 18+    | 1+     |
| Totale Olimpia Bălți | Totale Olimpia Bălți | Totale Olimpia Bălți | 118        | 13         |                 | ?               | ?               |                    | 4                  | 1                  |            | -          | -          | 122+   | 14+    |
| 2013                 | Fredrikstad          | 1D                   | 29         | 4          | CN              | 3               | 0               | -                  | -                  | -                  | -          | -          | -          | 32     | 4      |
| 2014                 | Fredrikstad          | 1D                   | 23+1       | 2+0        | CN              | 2               | 0               | -                  | -                  | -                  | -          | -          | -          | 26     | 2      |
| 2015                 | Fredrikstad          | 1D                   | 23         | 0          | CN              | 1               | 0               | -                  | -                  | -                  | -          | -          | -          | 24     | 0      |
| Totale Fredrikstad   | Totale Fredrikstad   | Totale Fredrikstad   | 75+1       | 6+0        |                 | 6               | 0               |                    | -                  | -                  |            | -          | -          | 82     | 6      |
| mag.-dic. 2016       | Råde                 | 4D                   | ?          | ?          | -               | -               | -               | -                  | -                  | -                  | -          | -          | -          | ?      | ?      |
| 2017                 | Råde                 | 4D                   | ?          | ?          | CN              | ?               | ?               | -                  | -                  | -                  | -          | -          | -          | ?      | ?      |
| 2018                 | Råde                 | 4D                   | ?          | ?          | CN              | ?               | ?               | -                  | -                  | -                  | -          | -          | -          | ?      | ?      |
| Totale Råde          | Totale Råde          | Totale Råde          | ?          | ?          |                 | ?               | ?               |                    | -                  | -                  |            | -          | -          | ?      | ?      |
| Totale               | Totale               | Totale               | 193+1+     | 19+0+      |                 | 6+              | 0+              |                    | 4                  | 1                  |            | -          | -          | 204+   | 20+    |